# Список ескадрених міноносців Канади
Список ескадрених міноносців Канади — перелік ескадрених міноносців, які перебували на озброєнні Королівського ВМФ Канади.

## Ескадрені міноносці Канади
| Тип                                       | Зображення | Роки побудови | Роки експлуатації | Кількість кораблів типу | Есмінці | Прим.                                            |
| ----------------------------------------- | ---------- | ------------- | ----------------- | ----------------------- | --- | ------------------------------------------------ |
| Ескадрені міноносці Першої світової війни |            |               |                   |                         | |                                                  |
| «Торнікрофт M»                            |            | 1915—1916     | 1920–1929         | 2                       | «Патрісіан», «Петріот» | У складі Королівських канадських ВМС з 1920 року |
| Ескадрені міноносці міжвоєнного часу      |            |               |                   |                         | |                                                  |
| «S»                                       |            | 1917—1919     | 1928–1937         | 2                       | «Чемплейн», «Ванкувер» | Ескадрені міноносці типу «Торнікрофт S»          |
| Ескадрені міноносці Другої світової війни |            |               |                   |                         | |                                                  |
| «A»                                       |            | 1929—1931     | 1931–1946         | 2                       | «Сагне», «Скина» | Ескадрені міноносці типу «Рівер»                 |
| «C»                                       |            | 1930—1937     | 1937–1947         | 5                       | «Ассінібойн», «Фрейзер», «Оттава» (H60), «Рестігуш», «Сен-Лорен» | Ескадрені міноносці типу «Рівер»                 |
| «D»                                       |            | 1931—1933     | 1940–1946         | 2                       | «Кутеней», «Марджері» | Ескадрені міноносці типу «Рівер»                 |
| «E»                                       |            | 1933—1934     | 1943–1955         | 1                       | «Гатино» | Ескадрені міноносці типу «Рівер»                 |
| «F»                                       |            | 1933—1935     | 1943–1946         | 2                       | «К'Аппель», «Саскачеван» | Ескадрені міноносці типу «Рівер»                 |
| «G»                                       |            | 1934—1936     | 1943–1946         | 1                       | «Оттава» (H31) | Ескадрені міноносці типу «Рівер»                 |
| «H»                                       |            | 1935—1936     | 1943–1946         | 1                       | «Шод'єр» | Ескадрені міноносці типу «Рівер»                 |
| «Вікс»                                    |            | 1918—1919     | 1940–1946         | 15                      | «Аннаполіс», «Наяджера», «Сен-Клер», «Гамільтон», «Коламбія», «Салісбарі», «Бакстон», «Джорджтаун», «Колдвелл», «Лемінгтон», «Лінкольн», «Менсфілд», «Монтгомері», «Ричмонд», «Челсі» | Ескадрені міноносці типу «Таун»                  |
| «Клемсон»                                 |            | 1918—1919     | 1940–1946         | 2                       | «Сен-Франсіс», «Санта-Крус» | Ескадрені міноносці типу «Таун»                  |
| «Трайбл»                                  |            | 1940—1947     | 1942–1969         | 8                       | «Ірокеу», «Атабаскан», «Гурон», «Хаїда», «Мікмак», «Нутка», «Кайюга», «Атабаскан II»                                                                                                  |                                                  |
| «V»                                       |            | 1942—1944     | 1944–1971         | 2                       | «Алгонкін», «Сіу» |                                                  |
| Ескадрені міноносці Холодної війни        |            |               |                   |                         | |                                                  |
| «Ірокеу»                                  |            | 1969—1973     | 1972–2015         | 4                       | «Ірокеу», «Атабаскан», «Гурон», «Алгонкін» |                                                  |

## Ескортні міноносці Канади
| Тип                               | Зображення | Роки побудови | Роки експлуатації | Кількість кораблів типу | Есмінці                                                                         | Прим. |
| --------------------------------- | ---------- | ------------- | ----------------- | ----------------------- | ------------------------------------------------------------------------------- | ----- |
| Ескортні міноносці Холодної війни |            |               |                   |                         |                                                                                 |       |
| «Аннаполіс»                       |            | 1961—1964     | 1964–1998         | 2                       | «Аннаполіс», «Ніпігон»                                                          |       |
| «Маккензі»                        |            | 1958—1962     | 1962–1992         | 4                       | «Маккензі», «Саскачеван», «Юкон», «К'Аппель»                                    |       |
| «Рестігуш»                        |            | 1958—1962     | 1958–1998         | 7                       | «Рестігуш», «Шод'єр», «Коламбія», «Гатино», «Сен-Круа», «Кутеней», «Терра Нова» |       |
| «Сен-Лоран»                       |            | 1950—1957     | 1955–1994         | 7                       | «Сен-Лоран», «Сагне», «Скіна», «Оттава», «Марджері», «Фрейзер», «Ассінібойн»    |       |